# Tepalcingo
Tepalcingo är en ort i Mexiko.   Den ligger i kommunen Tepalcingo och delstaten Morelos, i den sydöstra delen av landet, 100 km söder om huvudstaden Mexico City. Tepalcingo ligger 1 162 meter över havet och antalet invånare är 11 846.
Terrängen runt Tepalcingo är kuperad åt nordväst, men åt sydost är den platt. Runt Tepalcingo är det ganska tätbefolkat, med 166 invånare per kvadratkilometer. Närmaste större samhälle är Axochiapan, 14,0 km sydost om Tepalcingo. Omgivningarna runt Tepalcingo är en mosaik av jordbruksmark och naturlig växtlighet.